# Parque nacional de Vũ Quang
El Parque nacional de Vu Quang (en vietnamita: Vườn quốc gia Vũ Quang) es un área protegida que fue declarada como parque nacional en el año 2002 y que está ubicada en la provincia de Ha Tinh, Bac Trung Bo, parte del país asiático de Vietnam. Este parque contiene mucha biodiversidad en una superficie de 550 kilómetros cuadrados. Algunas especies que se encuentran en el parque incluyen la Saola y la Muntiacus vuquangensis. La localidad más cercana a su territorio es Hà Tĩnh, y el parque es administrado por el Comité del pueblo de la provincia de Hà Tĩnh.